# Kapitał ludzki
Kapitał ludzki – teoria w ekonomii powstała w latach 60. XX wieku, która zakładała, że człowiek jest najcenniejszym elementem zasobów przedsiębiorstwa. 
Zwyczajowo pod tym pojęciem rozumiane są wszystkie cechy i umiejętności ludzi które sprawiają, że są oni produktywni. Za twórcę pojęcia „kapitał ludzki” uważany jest brytyjski ekonomista Arthur Pigou.

## Opis
Kapitał ludzki może być zwiększany poprzez inwestycje w edukację, szkolenia i ochronę zdrowia. Ma bardzo duże znaczenie dla wzrostu gospodarczego.
Teoria kapitału ludzkiego została stworzona przez Gary'ego Beckera na podstawie prac m.in. Theodore'a Schultza.
Cechami kapitału ludzkiego są konkurencyjność i wyłączność, co oznacza, że koszt alternatywnego użycia zawsze dotyczy całego kapitału ludzkiego, ponieważ człowiek nie jest w stanie podzielić swojej wiedzy czy umiejętności na kilka równoczesnych zadań, tak jak można to uczynić z kapitałem rzeczowym czy finansowym.

## Metody pomiaru wartości kapitału ludzkiego
- kosztowa (E. Engel, T.W. Schultz) – polega ona na podliczaniu wartości wszystkich wydatków będących inwestycją w człowieka
- dochodowa (W. Petty, R. Nicholson, J.M. Clark, D. Lorgenson) – polega na podliczeniu aktualnej wartości strumienia dochodów